# Reed Alexander
Reed Alexander Hodkin (* 23. Dezember 1994 in Florida) ist ein US-amerikanischer Schauspieler, der durch seine Rolle als Nevel Papperman in der von Nickelodeon ausgestrahlten Serie iCarly Bekanntheit erlangte. Alexander eröffnete unter anderem eine Website unter dem Titel Kewlbites.com zur Förderung einer gesunden Ernährung und Lebensweise für Kinder.

## Leben
Im Alter von drei Jahren begeisterte Alexander sich für die Schauspielerei. Er liebte es, zu Hause Szenen aus Star Wars nachzustellen, indem er zwischen den Rollen Anakin und Darth Vader wechselte. Während der Grundschulzeit spielte Alexander in mehreren Stücken im Schultheater mit. Im Alter von sieben Jahren wurde er gebeten, auf einer Veranstaltung mit einem großen Publikum aus Geschäftsleuten über bestimmte Themen eine Rede zu halten, was für Alexander eine große Erfahrung war und ihm viel Vergnügen machte. Kurz darauf informierte sich Alexander durch das Internet über Talentscouts in Los Angeles und wurde fündig. Dort durchlief er ein Casting und bekam die Zusage, bei einem Werbespot mitzuwirken. Von dort an begann seine Karriere im schauspielerischen Bereich. Sein Schauspieldebüt hatte Alexander schon 2002 im Fernsehfilm A Death in the Family. Von 2005 bis 2006 war er in zwei Episoden der NBC-Serie Will & Grace als Jordy Truman zu sehen, wofür er 2006 für den Young Artist Award in der Kategorie Beste Darstellung in einer Fernsehserie – Gastdarsteller nominiert wurde. Von 2007 bis 2012 spielte er den Bösewicht Nevel Papperman in der Nickelodeon-Serie iCarly.

## Filmografie (Auswahl)
- 2002: A Death in the Family (Fernsehfilm)
- 2005–2006: Will & Grace (Fernsehserie, zwei Episoden)
- 2007–2012: iCarly (Fernsehserie, acht Episoden)
- 2009: Ace Ventura 3 – Der Tier-Detektiv (Ace Ventura Jr: Pet Detective, Fernsehfilm)
- 2011: Karate-Chaoten (Kickin' It, Fernsehserie, Episode 1x07)
- 2014: Sam & Cat (Fernsehserie, Episode 1x30)
- 2021: iCarly (Fernsehserie, Folge 1x05)